# Kompleks Dayabumi
Le Kompleks Dayabumi est un gratte-ciel de 157 mètres de hauteur construit en 1984 à Kuala Lumpur, en Malaisie.
Il abrite des bureaux sur 35 étages.
Les architectes sont les agences Arkitek MAA Sdn Bhd, BEP Akitekt Private Limited et Malaysian National Bureau of Urban Development